# 파크 로 빌딩
파크 로 빌딩(Park Row Building)은 뉴욕 맨해튼 파이낸셜 디스트릭트 파크 가에 있는 고층빌딩이다. 15 파크 로(15 Park Row)라고도 한다.